# Castor (Schiff, 1896)
Die Castor war ein Fahrgastschiff mit einer bewegten Geschichte.

## Geschichte
Anlässlich der Industrie- und Gewerbeausstellung in Berlin 1896 wurden neue Verkehrswege und -mittel wie z. B. die Straßenbahnlinie von der Behrenstraße zum Treptower Rathaus zum Einsatz gebracht, aber auch zahlreiche Schiffe angeschafft, mit denen die Besucher transportiert werden sollten. Unter anderem kaufte die Anker-Schiffswerft und Rhederei GmbH bei den Howaldtswerken in Kiel sechs Schraubendampfer, die nach den Söhnen des Kaisers Wilhelm II. benannt wurden. Zwei Jahre später wurde das Unternehmen aufgelöst. Von den sechs Schiffen der Kieler Prinzen-Klasse gingen drei in den Besitz der SpHDG Stern über. Die Prinz Eitel Friedrich, benannt nach Eitel Friedrich von Preußen, blieb allerdings nicht in Berlin. Sie kam als Altmark nach Dortmund, fuhr später als Anna-Gertrud auf der Saale und pendelte dann als Motorschiff Castor zwischen Usedom und Wollin. Im Winter 1944/45 brachte sie zahlreiche Flüchtlinge von Swinemünde nach Lübeck. Nach Kriegsende blieb das Schiff zunächst in Lübeck, ehe es 1946 auf den Mittellandkanal kam. Zeitweise diente es als schwimmendes Restaurant, ehe es 1954 zur Mindener Personenschiffahrt Max Torges kam. Die Castor wurde für Rundfahrten, etwa zur Schachtschleuse Minden, genutzt. 1976 wurde sie auf der Werft von Büsching & Rosemeyer verschrottet. 
Die Dampfer der Kaiser-Klasse waren laut Kurt Groggert 20 Meter lang und 4 Meter breit. Günter Benja führt die Mindener Castor im Jahr 1975 als 22 Meter langes, 4 Meter breites Schiff mit 1,15 Metern Tiefgang. Sie besaß damals einen 150-PS-Motor, mit dem sie eine Geschwindigkeit von 18 km/h erreichen konnte, und war mit ihrer Kapazität von 78 Fahrgästen das kleinste Schiff der Mindener Personenschiffahrt. Die Helena, damals das größte Schiff des Unternehmens, konnte 300 Personen befördern, die Elektra 230 und die Pollux 218.